# Georg-August Zinn
Georg August Zinn (født 27. maj 1901 i Frankfurt am Main, død 27. marts 1976) var en tysk jurist og politiker (SPD). Fra 1951 til 1969 var han ministerpræsident i den tyske delstat Hessen.
- Wikimedia Commons har flere filer relateret til Georg-August Zinn